# E692 (trasa europejska)
E692 – trasa europejska biegnąca przez Gruzję. Zaliczana do tras kategorii B droga łączy Batumi z Samtredią. Przebieg trasy: Batumi, Samtredia.